# Refugiados kurdos
El problema de los refugiados y desplazados kurdos surgió durante el siglo XX en Oriente Medio y sigue hasta nuestros días. Los kurdos (en kurdo: کورد, Kurd) son un grupo étnico de Asia Occidental. La mayor parte de su población habita en un espacio geográfico conocido como Kurdistán, que incluye territorios contiguos a Irán, Irak, Siria y Turquía.
Los desplazamientos de kurdos ya habían estado ocurriendo dentro del Imperio Otomano, con el pretexto de reprimir las rebeliones kurdas durante el período de su dominación del norte de la Creciente Fértil y las zonas adyacentes del Zagros y los Montes Tauro. A principios del siglo XX, las minorías cristianas del Imperio Otomano sufrieron genocidio (especialmente durante la Primera Guerra Mundial y la guerra de Independencia turca), y al mismo tiempo muchos kurdos, cuyas tribus se oponían a los turcos, sufrieron desplazamientos forzosos.
En Irak, la lucha de los kurdos por su autonomía e independencia dio lugar a conflictos armados desde la Gran Revolución Iraquí de 1919. El desplazamiento kurdo se intensificó a raíz de los conflictos kurdo-iraquíes y los activos programas de arabización del régimen baazista, que perseguían limpiar el norte de Irak de la mayoría kurda. Decenas de miles de kurdos se convirtieron en desplazados y huyeron de las zonas bélicas después de la Primera y Segunda Guerra kurdo-iraquí en las décadas de los años 1960 y 1970, respectivamente. La guerra entre Irán e Irak, que abarcó desde 1980 hasta 1988, la primera guerra del Golfo y posteriores rebeliones generaron, todas ellas, varios millones de refugiados kurdos. La mayoría encontró refugio en Irán; sin embargo, otros tuvieron que dispersarse por Europa y América. Sólo Irán proporcionó asilo a 1 400 000 iraquíes, mayoritariamente kurdos, desarraigados a causa de la guerra del Golfo Pérsico (1990-1991) y posteriores rebeliones. Hoy en día, una gran parte de kurdos (con sus descendencias) son refugiados y desplazados en, entre otros, Irán y Siria. En este último país, Bashar al-Assad extendió la aplicación de los derechos civiles a la comunidad kurdosiria en un intento por “pacificar” el levantamiento de 2011. No obstante, según grupos defensores de los derechos humanos, a raíz de esta reforma sólo 3000 de los 5 200 000 kurdos recibieron un estatus oficial en Siria.

## Las crisis de los refugiados

#### Segunda guerra kurdo-iraquí y la arabización del norte de Irak
Durante décadas, Sadam Huseín "arabizó" el norte de Irak. El gobierno del dictador Sadam Huseín y parte de sus seguidores expulsaron a más de 70 000 kurdos de la mitad occidental de Mosul. Hoy en día, el este de Mosul pertenece a los kurdos y el oeste a los suníes.

#### La guerra del golfo pérsico y las sublevaciones

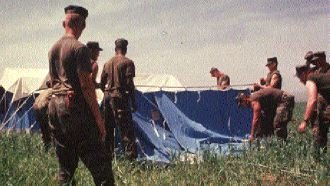
El ejército estadounidense construye un campo de refugiados para acoger a población kurda, 1997.

En 1991, cuando Sadam aplastó la sublevación kurda en el norte de Irak, con las consiguientes masacres que ello produjo, Turquía acabó alojando, en un breve espacio de tiempo, a 200 000 kurdoiraquíes. Poco después, 1500 de estos refugiados murieron congelados y, casi al instante, la gran mayoría de refugiados volvió a Irak. Después de la sublevación del pueblo iraquí contra Sadam Huseín en 1991, numerosos kurdos se vieron obligados a huir del país en busca de refugio en las regiones fronterizas con Irán y Turquía. Después de la primera guerra del Golfo en 1991, se estableció una zona de exclusión aérea para facilitar el regreso de los refugiados kurdos.

### Desplazamiento durante el conflicto entre los kurdos y los turcos (1978-actualidad)
Hasta 3 000 000 de personas (principalmente kurdos) se desplazaron durante el conflicto kurdo-turco; un total de 1 000 000 de ellos lo hicieron en el interior de Turquía hasta el año 2009.

### Los refugiados del conflicto kurdo-iraní
Los enfrentamientos a gran escala entre los militares iraníes y el PJAK (Partido por la Vida Libre en Kurdistán) supusieron también el desplazamiento de civiles kurdos. Más de 50 integrantes del PJAK y 8 miembros de la Guardia Revolucionaria resultaron asesinados y, según fuentes iraníes, hubo al menos 100 miembros del PJAK heridos, así como 800 personas desplazadas por los combates.

### Campo de refugiados de Moqebleh
Tras lo ocurrido en 2004 en Qamishli, miles de kurdos huyeron de Siria hacia la región kurda de Irak. Las autoridades locales, ACNUR y otras agencias de la ONU situaron el campo de refugiados de Moqebleh en una antigua base militar cerca de Duhok.

### La guerra civil de Siria
Como respuesta a la crisis desatada en Siria, el Gobierno Regional Kurdo y ACNUR establecieron el campo de refugiados de Domiz, a lo largo de la frontera de los territorios kurdosirios. El campo aloja y ofrece asistencia sanitaria a miles de refugiados procedentes de Siria (la mayoría de ellos kurdos). Asimismo, en las proximidades, se imparte instrucción militar con el objeto de garantizar la protección territorios kurdos en Siria.

#### La crisis de Kobane

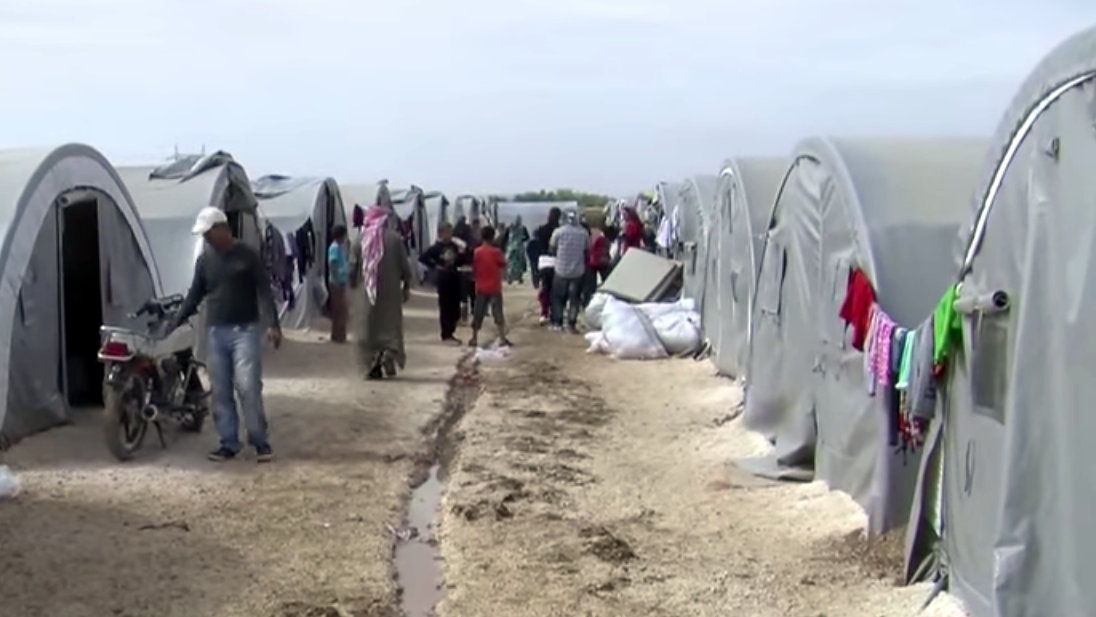
Refugiados kurdos de Kobane en un campo de refugiados. Este se encuentra en territorio turco, entre la frontera de Siria y Turquía.

Como consecuencia del enfrentamiento militar que se produjo en la ciudad de Kobane durante septiembre de 2014, la mayoría de su población kurda huyó hacia Turquía. En total, se calcula que son más de 300 000 los refugiados sirios que se han movilizado a Turquía.

## La diáspora kurda más allá de Oriente Medio
La población kurda constituye del 80 % al 90 % del total de refugiados procedentes de Turquía establecidos en Alemania.  Respecto a los refugiados iraquíes que habitan en el territorio alemán, el 50 % son kurdos. En el Reino Unido, aproximadamente entre el 65 y el 70 % de las personas que inmigran desde Irak son kurdas, mientras que de Turquía proceden un 70 % de kurdos y de Irán, un 15 %.
De acuerdo con un informe del Consejo de Europa, aproximadamente 1 300 000 kurdos viven en Europa Occidental. Los primeros en emigrar fueron kurdoturcos, que se establecieron en Alemania, Austria, los países del Benelux, Gran Bretaña, Suiza y Francia durante la década de 1960. Los sucesivos períodos de agitación política y social en la región durante los años 1980 y 1990 trajeron a Europa nuevas oleadas de refugiados kurdos, sobre todo procedentes de Irán e Irak; en este último país, gobernaba por aquel entonces Sadam Huseín. En los últimos años, muchos de los solicitantes de asilo kurdos de ambos países se han establecido en Reino Unido (concretamente en Dewsbury y otras áreas al norte de Londres), circunstancia que en ocasiones ha generado polémicas mediáticas acerca de su derecho a quedarse en Reino Unido.
La coexistencia de varias comunidades en Dewsbury ha provocado tensiones, como la existente entre los kurdos y la comunidad musulmana establecida en este pueblo, donde existen mezquitas muy tradicionales, como la de Markazi. Desde el inicio de la crisis en Siria, muchos de los refugiados de la Guerra Civil de Siria son kurdos sirios y, como resultado, muchos de los actuales solicitantes de asilo sirios en Alemania son de origen kurdo.
Ha habido un gran flujo de inmigrantes de la etnia kurda en Canadá y Estados Unidos, principalmente refugiados e inmigrantes políticos en busca de oportunidades económicas. Según el resultado de una encuesta sobre alojamiento en Canadá realizada en 2011, 11 685 personas de origen kurdo vivían en Canadá y, además, según el censo de Canadá de 2011, más de 10 000 canadienses hablaban la lengua kurda. En Estados Unidos, a partir de 1976, una gran cantidad de inmigrantes kurdos empezó a establecerse en la ciudad de Nashville, conocida en inglés como Little Kurdistan ("Pequeña Kurdistán"), ya que allí es donde vive la comunidad kurda más numerosa de los Estados Unidos, formada por alrededor de 11 000 habitantes. Según la Oficina del Censo de Estados Unidos , se estima que el número total de kurdos que reside en el país es de 15 000 habitantes.
Por otro lado, en Japón no se ha otorgado el estatus de refugiado a ningún kurdo, pese a que estos apelan a menudo a los derechos humanos, ante la persecución de los kurdos en Turquía. La violación de estos derechos es responsable de indigencia, educación precaria y residencia ilegal.
En octubre de 2015 se produjo un conflicto a las puertas de la embajada de Turquía en Tokio entre kurdos y turcos. Este conflicto se desencadenó a raíz de que los kurdos mostraran la bandera de su partido en dicha embajada.

## Grupos étnico-religiosos relacionados

### Judíos kurdos
Prácticamente todos los judíos kurdos procedentes del norte de Irak, que se estima que eran alrededor de 30 000 en el año 1950, fueron trasladados a Israel durante la operación Esdras y Nehemías. Muchos de estos judíos se autoidentificaban como parte de la nación kurda, a pesar de su religión y etnia judías. A día de hoy, gran parte de ellos todavía sigue considerándose kurdos. Además, el Gobierno de Irak presionó a un total de 150 000 iraquíes y judíos kurdos en 1950 para que dejaran el país y, finalmente, decretó en 1951 «la expulsión de los judíos que se negaron a firmar una declaración antisionista». Una cantidad considerable de judíos kurdos formaron la corriente migratoria de judíos procedentes de Irán en la década de 1950. Tan solo comunidades muy pequeñas persisten hoy en día en Sanandaj, la capital de Kurdistán, y Mahabad, un pequeño pueblo al oeste de Irán. Se alojó a la mayor parte de los judíos kurdos recién llegados en campamentos de transición israelíes, conocidos como Maabarot, y se incorporaron más tarde a desarrollos urbanos, conocidos como ayarat pitu'ah (en hebreo: עיירת פיתוח). En la actualidad, ellos y sus descendientes constituyen la mayoría entre las 150 000 y 200 000 personas que componen la sólida comunidad judío-kurda de Israel.

### Yazidíes
Hasta 50 000 refugiados yazidíes de origen iraquí llegaron a Siria durante la guerra de Irak.